# Sutyna colombiensis
Sutyna colombiensis är en fjärilsart som beskrevs av Paul Dognin 1914. Sutyna colombiensis ingår i släktet Sutyna och familjen nattflyn. Inga underarter finns listade i Catalogue of Life.